# Liste der Biografien/Buri
Liste der Biografien |
Portal Biografien |
Personensuche
# |
A |
B |
C |
D |
E |
F |
G |
H |
I |
J |
K |
L |
M |
N |
O |
P |
Q |
R |
S |
T |
U |
V |
W |
X |
Y |
Z |
?
 
Ba |
Be |
Bd |
Bg |
Bh |
Bi |
Bj |
Bl |
Bm |
Bn |
Bo |
Br |
Bs |
Bu |
Bw |
By |
Bz
 
Bua |
Bub |
Buc |
Bud |
Bue |
Buf |
Bug |
Buh |
Bui |
Buj |
Buk |
Bul |
Bum |
Bun |
Buo |
Buq |
Bur |
Bus |
But–Buz
 
Bura |
Burb |
Burc |
Burd |
Bure |
Burf |
Burg |
Burh |
Buri |
Burj |
Burk |
Burl |
Burm |
Burn |
Buro |
Burp |
Burq |
Burr |
Burs |
Burt |
Buru |
Burv |
Burw |
Burx |
Bury |
Burz
Die Liste der Biografien führt alle Personen auf, die in der deutschsprachigen Wikipedia einen Artikel haben. Dieses ist eine Teilliste mit 76 Einträgen von Personen, deren Namen mit den Buchstaben „Buri“ beginnt.

## Buri
- Buri, Andreas (* 1996), Schweizer American-Football-Spieler
- Buri, Anita (* 1978), Schweizer Moderatorin und Model
- Buri, Antti (* 1988), finnischer Automobilrennfahrer
- Buri, Barbara (* 1939), deutsche literarische Übersetzerin, Schauspielerin und Kostümbildnerin
- Buri, Christian Karl Ernst Wilhelm (1758–1817), deutscher Jurist und Schriftsteller
- Buri, Dewet (1901–1995), Schweizer Politiker (BGB)
- Buri, Ernst Carl Ludwig Ysenburg von (1747–1806), deutscher Autor
- Buri, Eugen (1911–1998), deutscher Richter
- Buri, Fabienne (* 1999), Schweizer Radsportlerin
- Buri, Friedrich (1860–1937), Schweizer Politiker (FDP)
- Buri, Friedrich Karl von (1702–1767), deutscher Jurist und Diplomat
- Buri, Friedrich W. (1919–1999), deutscher Lyriker und Schriftsteller
- Buri, Fritz (1907–1995), Schweizer Pfarrer und Professor für Theologie (ev.-ref.)
- Buri, Maria Catharina (1600–1664), Oberin der Kapuzinerinnen
- Buri, Max (1868–1915), Schweizer MalerMax Buri (1868–1915)

Max Buri (1868–1915)

- Buri, Maximilian von (1825–1902), deutscher Strafrechtler und Reichsgerichtsrat
- Buri, Michelle (* 1993), Schweizer Unihockeyspielerin
- Buri, Noëlle (* 2001), Schweizer Radsportlerin
- Buri, Paul von (1860–1922), deutscher Diplomat (Deutsches Reich)
- Buri, Rosmarie (1930–1994), Schweizer Schriftstellerin
- Buri, Samuel (* 1935), Schweizer Künstler
- Buri, Simon (* 1996), Schweizer Politiker (GLP)
- Buri, Theodor (* 1879), deutscher Geologe, Glaziologe, Studiendirektor und Professor
- Buri, Xenia (* 2008), Schweizer Sprint- und Hürdenläuferin

### Buria
- Burial, britischer Dubstep-Musiker
- Burian, Emil František (1904–1959), tschechischer Komponist
- Burian, Ernst (* 1919), deutscher Lagerführer des HJ-Wehrertüchtigungslagers Lunz am See
- Burian, Jan (* 1995), tschechischer Biathlet
- Burian, Karel (1870–1924), böhmisch-tschechischer Opernsänger
- Burian, Karl (1896–1944), österreichischer Offizier und Monarchist; Widerstandskämpfer gegen den Nationalsozialismus
- Burián, Leonardo (* 1984), uruguayischer Fußballspieler
- Burian, Paul (* 1944), deutscher Schauspieler, Hörspielsprecher und Regisseur
- Burian, Peter (* 1931), deutscher Historiker
- Burian, Peter (* 1959), slowakischer Diplomat
- Burian, Peter Hart (* 1943), US-amerikanischer Klassischer Philologe
- Burian, Richard (1871–1954), österreichischer Physiologe
- Burián, Stephan (1852–1922), österreichisch-ungarischer Diplomat und Politiker
- Burian, Vlasta (1891–1962), tschechischer Schauspieler, Komiker und Fußballspieler
- Burian, Zdeněk (1905–1981), tschechischer Zeichner und Grafiker
- Burianek, Johann (1913–1952), deutscher militanter Widerstandskämpfer gegen die SED-Diktatur und Mitglied der Kampfgruppe gegen Unmenschlichkeit, Schauprozessopfer der DDR-JustizJohann Burianek (1913–1952)

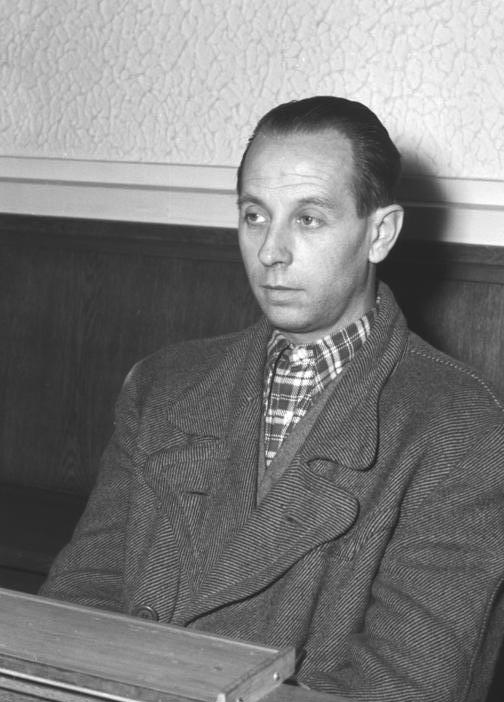
Johann Burianek (1913–1952)

- Buriani, Ruben (* 1955), italienischer Fußballspieler
- Burianová, Zuzana (1947–2022), tschechische Sängerin und Schauspielerin

### Buric
- Burić, Andrej (* 1989), kroatischer Skilangläufer
- Burić, Benjamin (* 1990), bosnisch-herzegowinischer Handballspieler
- Burić, Damir (* 1964), kroatischer Fußballspieler und -trainer
- Burić, Damir (* 1980), kroatischer Wasserballspieler
- Burić, Jasmin (* 1987), bosnisch-herzegowinischer Fußballtorwart
- Burić, Lara (* 2003), kroatische Handballspielerin
- Burić, Natalija (* 1988), kroatische Fußballspielerin
- Burić, Rino (* 1997), kroatischer Wasserballspieler
- Burić, Senjamin (* 1990), bosnisch-herzegowinischer Handballspieler
- Burić, Zlatko (* 1953), kroatisch-dänischer SchauspielerZlatko Burić (* 1953)

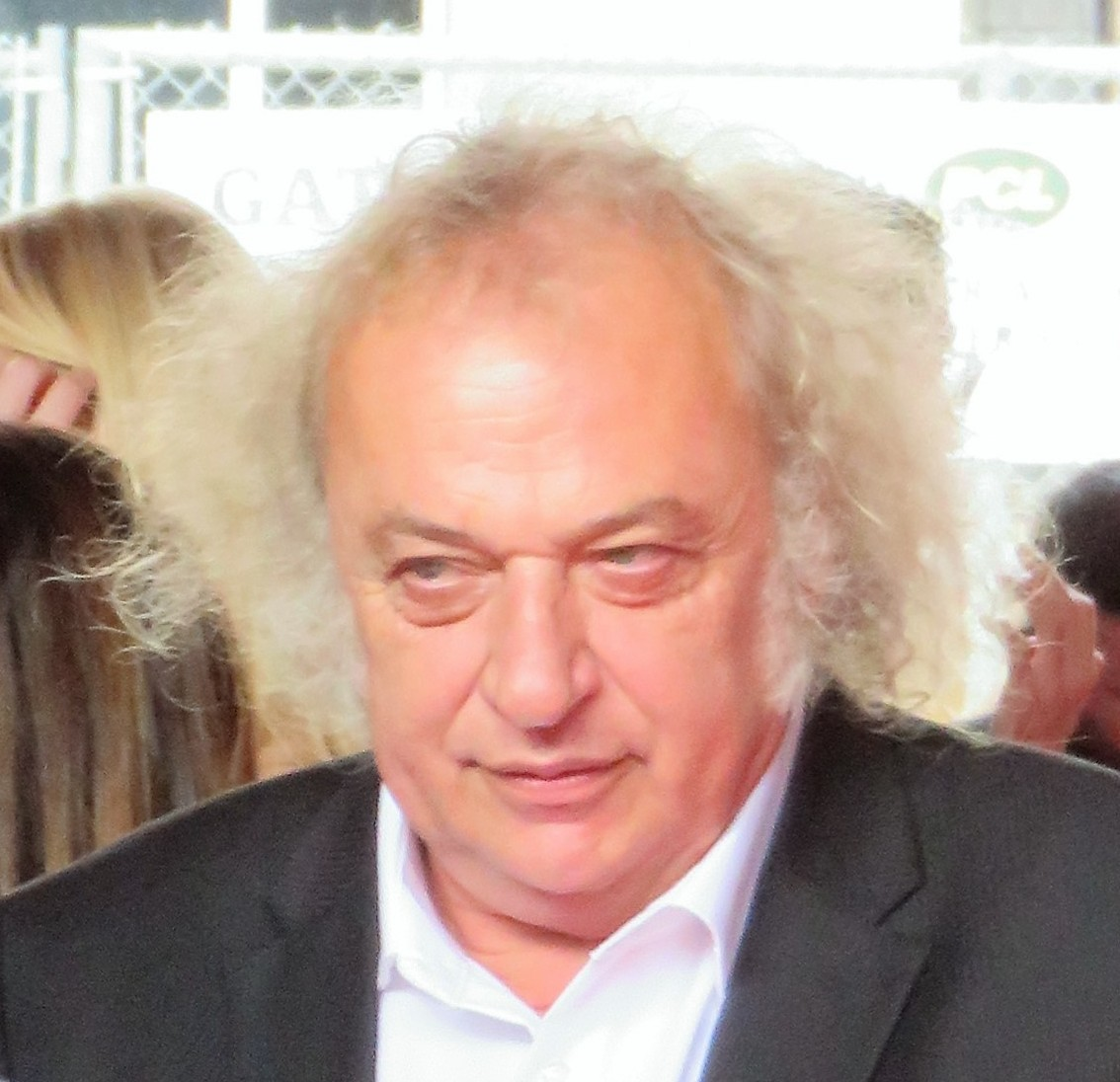
Zlatko Burić (* 1953)

- Buricchi, Pino, italienischer Filmproduzent und -regisseur
- Burich von Pournay, Johann Wilhelm (1792–1858), k. k. Feldmarschall-Lieutenant und Ritter des Maria-Theresien-Ordens
- Burich, Margarethe († 1588), Frau von Matthias Burich

### Burie
- Burie, Émile (1893–1970), französischer Autorennfahrer

### Burik
- Burik, Dick van (* 1973), niederländischer Fußballspieler

### Buril
- Burille, Arnaud (* 1988), französischer Freestyle-Skisportler
- Burillo Escorihuela, Irene (* 1997), spanische Tennisspielerin
- Burillo, Jordi (* 1972), spanischer Tennisspieler

### Burin
- Burina, Tatjana Iwanowna (* 1980), russische Eishockeyspielerin
- Burincă, Dan (* 1972), rumänischer Kunstturner
- Büring, Axel (* 1967), deutscher Volleyball-Trainer
- Büring, Henning († 1499), Hamburger Bürgermeister
- Büring, Hermann (1846–1919), Winzer und Weinhändler in Australien
- Büring, Johann Gottfried (* 1723), deutscher Hofbaumeister
- Buring, MyAnna (* 1979), schwedische SchauspielerinMyAnna Buring (* 1979)

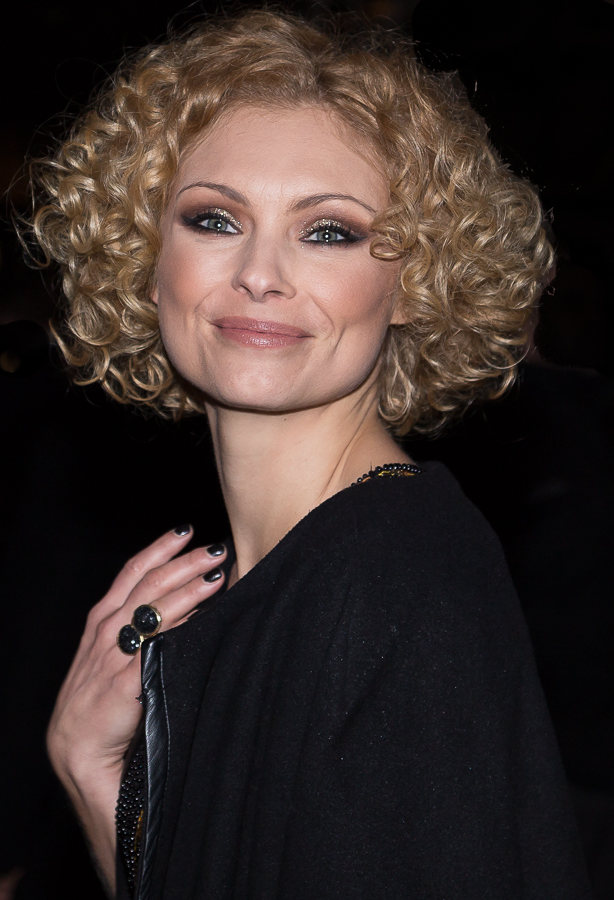
MyAnna Buring (* 1979)

- Büring, Wilhelm (* 1878), deutscher Verlagsredakteur und Schriftsteller
- Būrīnī, al- (1556–1615), syrischer Chronist und Universitätsprofessor
- Burinskas, Antanas (* 1965), litauischer Politiker, Vizeminister und Bürgermeister

### Buris
- Burisch, Matthias (* 1944), deutscher Psychologe
- Burisch, Wolfram (1941–1995), deutscher Soziologe
- Burish, Adam (* 1983), US-amerikanischer Eishockeyspieler und -trainer
- Burislev Sverkersson, König von Schweden

### Burit
- Burits, Reinhard (1976–2022), österreichischer Fußballspieler und -trainer, Mental- und Bewusstseinstrainer, Yogalehrer
- Buritschenkow, Georgi Andrejewitsch (1894–1953), sowjetischer Generalmajor